# Die Hart
Die Hart är en amerikansk thrillerkomediserie från 2020 vars första säsong hade premiär den 20 juli 2020 på strömningstjänsten Quibi. Den andra säsongen har premiär den 31 mars 2023. Serien är skapad av Tripper Clancy och Derek Kolstad. Eric Appel har svarat för regin. I huvudroller ses John Travolta och Kevin Hart.

## Handling
Serien kretsar kring Kevin Hart, som i serien spelar en fiktiv version av sig själv. Hans ambition är att utveckla sig till någon som kan spela huvudrollen i en stor actionfilm.

## Roller i urval
- Kevin Hart
- Nathalie Emmanuel
- John Travolta
- Jean Reno
- Josh Hartnett